# Двигун зовнішнього згоряння

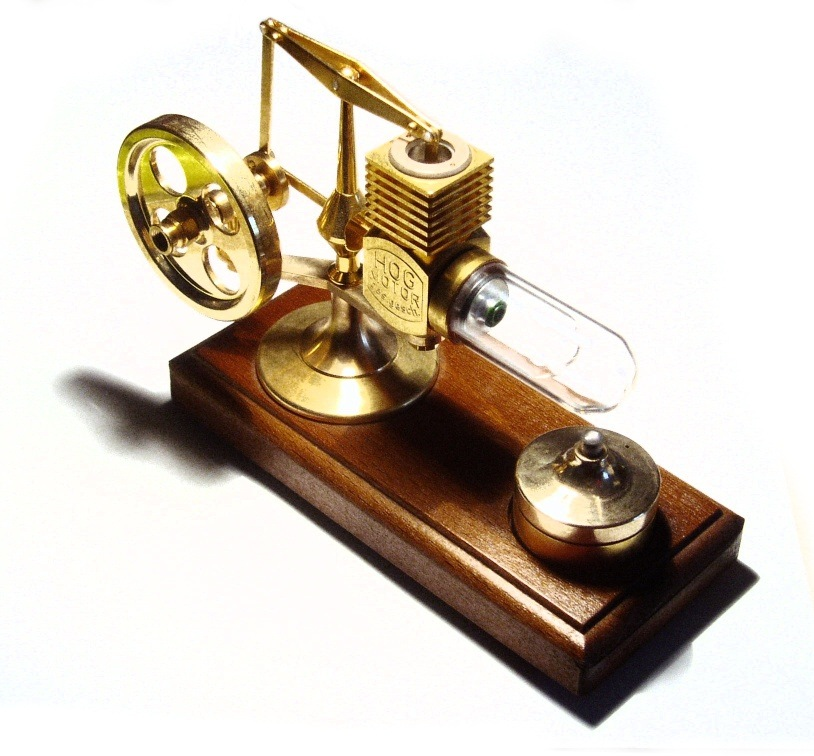
Рис. 1. Двигун Стірлінга

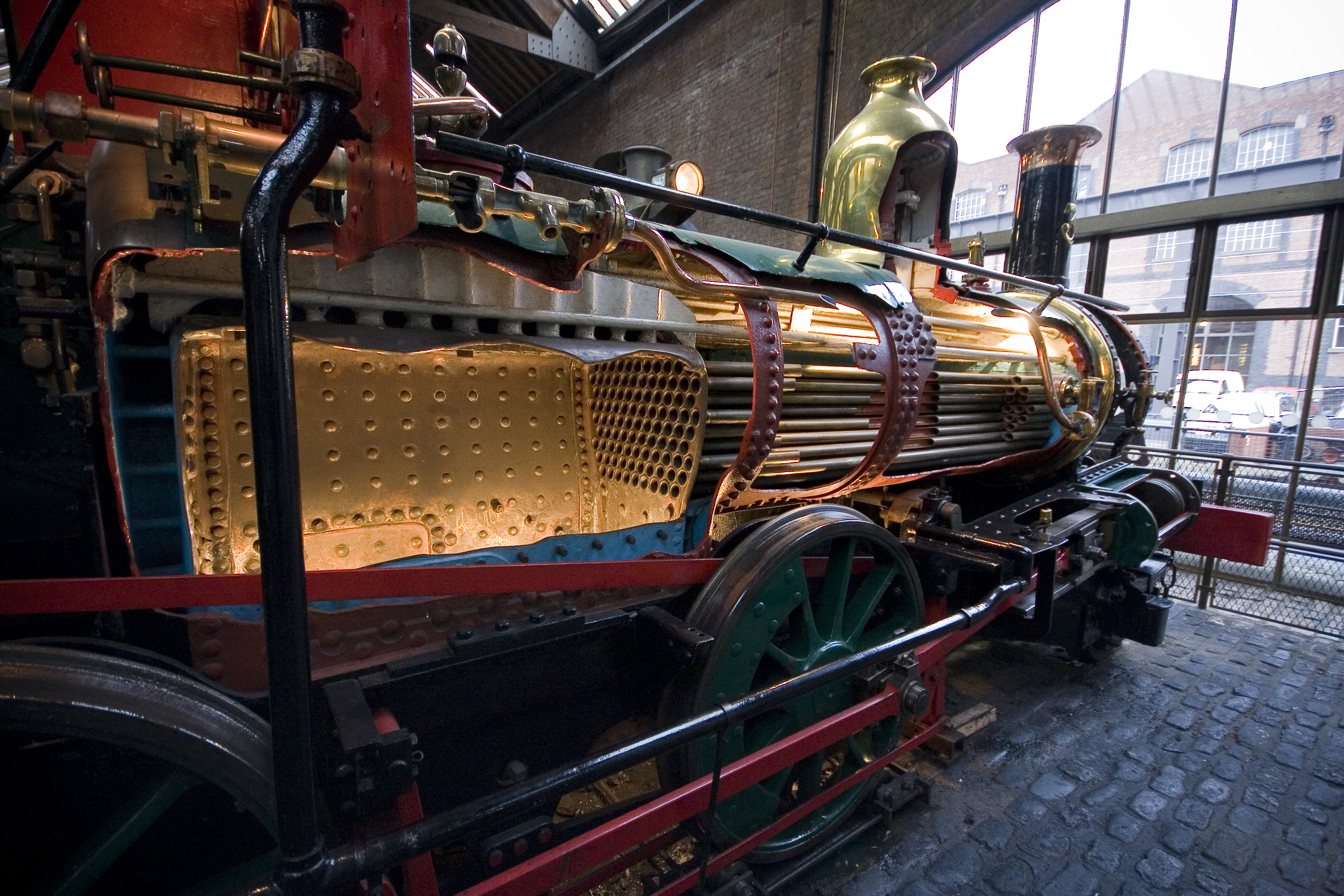
Рис. 2. Паровоз у розрізі

Рис. 3. Роторно-лопатевий двигун зовнішнього згоряння.

Двигун зовнішнього згоряння — клас двигунів, в яких джерело тепла чи процес згоряння палива відокремлені від робочого тіла на відміну від двигуна внутрішнього згоряння, в якому паливо згорає в робочій зоні. До класу належать парові машини, парові турбіни, двигуни Стірлінга, газові турбіни зовнішнього згоряння.
Значний ринок для двигунів зовнішнього згоряння сформувався у другій половині 19-го століття, зокрема, у зв'язку з більш дрібними сферами застосування, де їх можна було безпечно експлуатувати без необхідності в послугах кваліфікованих операторів.
Після винаходу двигуна внутрішнього згоряння в кінці 19-го століття виробництво двигунів зовнішнього згоряння суттєво зменшилось, оскільки вартість виробництва двигуна внутрішнього згоряння нижче порівняно з вартістю виробництва двигуна зовнішнього згоряння.
Останнім часом, через пошуки екологічних технологій, інтерес до двигунів зовнішнього згоряння зріс, оскільки зовнішнє згоряння надає можливість зменшення викидів внаслідок повнішого згоряння палива, ніж у двигунах внутрішнього згоряння.
Переважно такі двигуни невибагливі до якості палива.

## Двигун зовнішнього згоряння роторний
Двигуни зовнішнього згоряння роторного
типу мають визначені переваги над подібними
двигунами поршневого типу. Запатентовано безліч
технічних рішень, створені та налагоджені дослідні зразки
таких двигунів, що знайшли промислове застосування.
На рисунку 3 показано структурну схему одного з
відомих технічних рішень на роторний двигун зовнішнього
згоряння із лопатями.
Роторно-лопатевий двигун зовнішнього згоряння
складається з циліндричного корпусу 1, що має канали
впуску: «а» — холодного газу; «с» — гарячого газу.
Випускні канали: «b» — холодного газу; «d» — гарячого
газу. На осі порожнистого корпуса встановлено вал 2, на
якому змонтовано два ротори 3 і 4. Кожен ротор містить по
дві лопаті. Вони можуть ковзати
внутрішньою поверхнею порожнистого циліндричного
корпусу 1. На торці корпуса змонтовано механізм
перетворення руху 5 роторів, що змушує їх виконувати узгоджений обертово-коливальний рух так, що об'єм
простору між лопатями роторів змінюється пропорційно
тактам двигуна. Порожнина корпуса з'єднана
трубопроводами із нагрівачем робочого тіла 6 і
охолоджувачем робочого тіла 7.
Ідея роторно-лопатевої машини сягає
корінням початку ХХ сторіччя. У цей час було
запропоновано конструктивну схему роторно-лопатевого
двигуна. Однак відразу ж виникла головна проблема: пошук ефективного механізму узгодження обертового
руху роторів, який дає можливість лопатям переміщатися
за заданим законом. Саме з цієї причини, тобто відсутності
оптимального рішення проблеми, запропоновані
конструкції роторно-лопатевих машин не мають широкого
промислового застосування.